# Discharge
Discharge  je britanski streetpunk sastav. Formirali su ga 1977. Terence "Tezz" Roberts i Royston "Rainy" Wainwright. Smatra ih se među prvim sastavima koji su svirali hardcore punk. Bili su pioniri engleskog streetpunka. Njih i GBH, Broken Bones, The Exploited i The Varukers često su nazivali "UK82". Skladbe koje su snimili glazbena kritika svrstava u D-beat, hardcore punk, heavy metal i crossover trash. Žanr D-beata dobo je ime po Dischargeu i njegovom prepoznatljivom bubnjanju. Dischargevi albumi su utrli put za thrash metal, black metal, crust punk, grindcore i razne podžanrove extreme metala, posebice njihov prvi album Hear Nothing See Nothing Say Nothing.
Sastav je bio aktivan 1977. – 1987., 1991. – 1999. te od 2001. sve do danas.

## Članovi sastava
Sastav je često mijenjao postavu. Onu poznatu iz ranih 1980-ih činili su basist Wainwright, bubnjar Roberts, njegv brat Anthony "Bones" Roberts kao gitarist i vocalist Kelvin "Cal" Morris.
| Današnja postava - Royston "Rainy" Wainwright – gitara (1977); bass (1977–1987, 2001–danas) - Anthony "Bones" Roberts – gitara (1977–1982, 2001–danas) - Anthony "Rat" Martin – vokal (2003–danas) - David "Proper" Caution – bubnjevi (2006–danas) | Bivši članovi - Terence "Tezz" Roberts – vokal (1977); bubnjevi (1977–1980, 2001–2006) - Nigel Bamford – bass (1977, 2001) - Anthony "Akko" Atkinson – bubnjevi (1977) - Kelvin "Cal" Morris – vokal (1977–1987, 1991–1999, 2001–2003) - David "Bambi" Ellesmere – bubnjevi (1980) - Garreth "Garry" Maloney – bubnjevi (1981–1984, 1986–1987, 1991–1995) - Peter "Pooch" Purtill – gitara (1982–1984) - Leslie "The Mole" Hunt – gitara (1984–1986) - Stephen "Fish" Brooks – gitara (1986–1987) - Andrew "Andy" Green – gitara (1990–1995) - Anthony "Jake" Morgan – bass (1990–1995) - Nicolas "Nick" Bushell – bass (1995–1999) - David "Davey" Quinn – tour bass (turneja 2003. u Americi) |

## Diskografija
Mjesto na ljestvicama su prema UK Indie Chart.
Albumi
- Why? (1981) (#1)
- Hear Nothing See Nothing Say Nothing (1982) (indie No. 2, UK Album Chart No. 40)[3]
- Grave New World (1986) (#8)
- Massacre Divine (1991)
- Shootin' Up the World (1993)
- Discharge (2002)
- Disensitise (2008)

Singlovi
- State Violence State Control (1982) (#4)
- The Price of Silence (1983) (#5)
- The More I See (1984) (#3)
- Ignorance (1985) (#7)

EP-ovi
- Realities of War (1980) (#5)
- Fight Back (1980) (#4)
- Decontrol (1980) (#2)
- Never Again (1982) (indie No. 3, UK Singles Chart No. 64)[3]
- Warning: Her Majesty's Government Can Seriously Damage Your Health (1983) (#6)
- Beginning of the End (2006)

Kompilacije
- Never Again (1984) (#13)
- 1980–1986 (1986)
- Protest and Survive (1992)
- The Clay Punk Singles Collection (1995)
- Vision of War (1997)
- Hardcore Hits (1999)
- Society's Victims (2004)

Ostalo
- Demosnimka iz 1977
- Limited edition live cassette: Live at the Lyceum (1981) - CHAOS Cassettes LIVE 001, recorded 24 May 1981
- Live album: Live at the City Gardens, New Jersey (1989)
- Live album: Live: The Nightmare Continues... (1990) recorded at Tunstall Town Hall, Stoke-on-Trent in 1983
- Tribute album: Discharged (1992)
- Tribute album: In Defence Of Our Future: A Tribute To Discharge (1999)
- Split EP with MG15 (2006)
- Tribute album: Discharge Tributo (2011) Brazilian bands tribute album.
- Split EP with Off with Their Heads (2012)

## Vanjske poveznice
- MySpace
- Dischage - Hear nothing, see nothing, say nothing  Arhivirana inačica izvorne stranice od 6. travnja 2015. (Wayback Machine)
- Discharge